# Biblioteka rządzących i rządzonych
Biblioteka rządzących i rządzonych – polska seria wydawnicza istniejąca od 2016 roku poświęcona zagadnieniom zarządzania i rządzenia. 

## Historia
Wydawcą serii jest Polsko-Amerykańska Fundacja Edukacji i Rozwoju Ekonomicznego (PAFERE), której założycielem jest polski emigrant i prywatny przedsiębiorca, Jan Michał Małek. Niektóre z książek zostały przetłumaczone na języki obce, w tym język angielski.
Książki 
W ramach serii wydawane są zarówno książki klasyków myśli liberalnej i libertariańskiej, jak i twórców współczesnych. W książkach wydanych w ramach serii autorzy rozprawiają się z mitami dotyczącymi gospodarki i polityki oraz wyjaśniają społeczeństwu kluczowe mechanizmy związane z rządzeniem państwem.  

## Spis książek Biblioteki Rządzących i Rządzonych
- Ludwig von Mises „Mentalność antykapitalistyczna”
- Ludwig von Mises „Planowany chaos”
- Ludwig von Mises „Biurokracja”
- Anatolij Fiedosiejew „Zapadnia. Człowiek i socjalizm”[2]
- Joanna Lampka „Czy wiesz, dlaczego nie wiesz, kto jest prezydentem Szwajcarii?”[3]
- John Glubb „Cykl Życia Imperium”[4]
- Magdalena Spendel „Jak zostać tygrysem Europy”[5]
- Mirosław Matyja „Szwajcarska demokracja szansą dla Polski”
- Bill Freeza „Jak uchronić demokrację przed… demokratycznie wybranymi politykami, czyli Nowozelandzkie reformy antyetatystyczne”[6]
- Jacek Barcikowski „Zgodnie z prawem przeciwko obywatelom. Dramat polskiej samorządności”
- Tomasz J. Ulatowski „Ukryta nikczemność. Kto zyskuje a kto traci na inflacji?”